# روتمنز اینترنشنال
روتمنز اینترنشنال (انگلیسی: Rothmans International) شرکت بریتانیایی تولیدکنندهٔ محصولات دخانی بود. برندهای این شرکت شامل روتمنز، پلیرز و دانهیل می‌شدند. مقر بین‌المللی این شرکت در خیابان هیل در لندن قرار داشت و عملیات بین‌المللی آن از دنهام پلیس واقع در روستای دنهام، باکینگهام‌شر اداره می‌شد.
این شرکت در بورس لندن فهرست شده‌بود و زمانی یکی از اجزاء اصلی شاخص ۱۰۰ بورس اوراق بهادار فایننشیال تایمز بود؛ اما در سال ۱۹۹۹ توسط شرکت بریتیش امریکن توباکو تصاحب شد. فعالیت تجاری روتمنز اینترنشنال، که به تولید برندهای اعلا اختصاص داشت، در اروپا قوی‌تر از سایر نقاط جهان بود.

## محصولات
روتمنز اینترنشنال طیف وسیعی از محصولات دخانی را تولید و عرضه می‌کرد که از جمله آنها می‌توان به سیگارهای معمولی، سیگارهای بدون فیلتر، و محصولات دخانی بدون دود اشاره کرد. برخی از برندهای معروف این شرکت عبارتند از:
- Rothmans
- Pall Mall
- Benson & Hedges (در برخی بازارها)

این برندها در بازارهای متعددی در سراسر جهان عرضه شده و به دلیل کیفیت و تنوع محصول، محبوبیت قابل توجهی کسب کرده‌اند.